# Liste deutsch-portugiesischer Persönlichkeiten
Die Liste deutsch-portugiesischer Persönlichkeiten listet bekannte Personen auf, die mit Deutschland und Portugal verbunden sind oder sich um die deutsch-portugiesischen Beziehungen verdient gemacht haben. Die Liste erhebt naturgemäß keinen Anspruch auf Vollständigkeit.
Die Liste ist grob nach Art der Verbundenheit gegliedert und chronologisch nach Geburtsdatum sortiert.

## Portugiesische Persönlichkeiten deutscher Abstammung oder deutschstämmiger Familie
- Valentim Fernandes (14?? – 1518 oder 1519), Übersetzer von Klassikern: Marco Polo
- Pedro de Sousa Holstein (1781–1850), portugiesischer Politiker und Militär aus der Zeit der Monarchie.
- Alfredo Keil (1850–1907), portugiesischer Komponist, Maler und Lyriker. Verfasser der Melodie der Nationalhymne A Portuguesa.
- Carolina Michaëlis de Vasconcelos (1851–1925), deutsche und portugiesische Romanistin, bekannte Philologin der Hispanistik und Lusitanistik.
- Amélia Schmidt Rey Colaço (1898–1990), bedeutende portugiesische Theaterspielerin.
- Thilo Krassman, portugiesischer Dirigent und Musiker deutscher Abstammung.
- Francisco Keil do Amaral (1910–1975), portugiesischer Architekt und Fotograf, Enkel von Alfredo Keil
- Adolfo Simões Müller (1909–1989), portugiesischer Kinderbuchautor.
- Walter Osswald (* 1928), portugiesischer Arzt, Pharmakologe und Medizinethiker.
- Cristovam Pavia (1933–1968), portugiesischer Dichter.
- Herman José, eigentlich Herman Jose von Krippahl (* 1954), portugiesischer Komiker und Schauspieler.
- Vicky de Almeida bzw. Vicky (1959–1986), deutsch-portugiesisches Model und Schauspielerin.
- Pedro Burmester (* 1963), Pianist deutscher Abstammung.
- Miguel Szymanski (* 1966), deutsch-portugiesischer Journalist.
- Vera Kolodzig (* 1985), portugiesische Schauspielerin mit deutschem Vater.
- Luísa Sobral (* 1987), portugiesische Sängerin, Bruder von Salvador Sobral.
- Salvador Sobral (* 1989), portugiesischer Sänger, Gewinner des ESC 2017.

## Deutsche, die mit Portugal verbunden sind oder waren
- Martin Behaim (1459–1507), deutscher Kartograph, Seefahrer, Kronrat seiner Majestät, des Königs von Portugal.
- Familie Kopke (ab 1636), deutsche Kaufmannsfamilie aus Hamburg, Christian Kopke gründete die heute älteste Portwein-Exportfirma.
- Johann Friedrich Ludwig (1673–1752), Goldschmied, Baumeister des größten Schlosses in Portugal, lebte und wirkte von 1700 an in Portugal.
- Johann Heinrich Hulenkampf (XVII-XVIII), deutscher Orgelbauer, 1701 in Portugal niedergelassen
- Guilherme, Conde de Schaumburgo-Lippe (1724–1777), Militärtheoretiker, Heerführer im Siebenjährigen Krieg.
- Familie Burmester (ab 1730), deutsche Kaufmannsfamilie aus Mölln, gehört heute zu den ältesten Portweinexporteuren.
- João Schwalbach (1774–1874), deutschstämmiger Militär in Portugal und Graf von Setúbal
- Baron Wilhelm Ludwig von Eschwege (1777–1855), deutscher Bergmann, Geologe und Geograph. Errichtete u. a. im Auftrag des Königs das Schloss Palácio Nacional da Pena.
- Eduardo Neuparth (1784–1871), deutscher Klarinettenmusiker und Musikmeister jüdischer Herkunft.
- Friedrich von Hessen-Darmstadt (1788–1867), General und ab 1829 aktiv im Miguelistenkrieg auf der Seite Michael I.
- Carl Friedrich Philipp von Martius (1794–1868), deutscher Botaniker, 1840 Ritterkreuz Orden unserer lieben Frau von Vila Viçosa.
- Julius Eugen Ruhl (1796–1871), deutscher Architekt mit Entwürfen Innenausstattung am Schloss Palácio Nacional da Pena
- Auguste Roquemont (1804–1852), portugiesischer Maler der Romantik, Sohn von Prinz Friedrich-August von Hessen-Darmstadt.
- Rudolf von Stillfried-Rattonitz (1804–1882), Granden erster Klasse mit dem Titel eines Grafen von Alcantara erhoben.
- Joaquim Augusto Kopke (1806–1895), portugiesischer Unternehmer, Adliger und Militär deutscher Abstammung. Er war lange das Oberhaupt der Kopke-Portwein-Dynastie und deren letztes bekanntes Mitglied.
- Diogo Kopke (1808–1844), Publizist, Dozent, Journalist und Militär deutscher Abstammung. Weltliterarische Bedeutung erlangte er durch die Veröffentlichung des einzigen Reiseberichts eines Augenzeugen der ersten Indienfahrt von Vasco da Gama.
- Auguste de Beauharnais (1810–1835), 2. Herzog von Leuchtenberg, 2. Fürst von Venedig und Großherzog von Frankfurt, sowie Herzog von Santa Cruz und Prinzgemahl von Portugal.
- Amélie von Leuchtenberg (1812–1873), Königin Brasilien, Frau vom König Portugal; jüngste Tochter Eugène de Beauharnais'.
- Ernesto Vítor Wagner (1818/1826–1903), deutscher Musiker und Industrieller, mit Richard Wagner verwandt.
- Stephanie von Hohenzollern-Sigmaringen (1837–1859), Königin von Portugal durch Heirat.
- Karl Emil Biel (1838–1915), deutscher Kaufmann, Technikpionier und Naturliebhaber. Pionier in Portugal von Fotografie und Lichtdruck.
- Jann Hinrich Andresen (ab 1840), deutscher Auswanderer aus der Insel Föhr, gründete bereits als 19-Jähriger das Portwein Handelshaus.
- Henriette Michaelis (1849 – nach 1895), Schwester von Carolina Wilhelmina Michaëlis de Vasconcelos, lebte einige Zeit in Porto.
- Ernesto Rodolfo Hintze Ribeiro (1849–1907), portugiesischer Politiker, verschiedene Ministerpräsidentenposten und dreimal (1893–1897, 1900–1904 und 1906) Regierungschef von Portugal.
- Familie Orey (ab 1851), Augusto Eduardo Guilherme Heitor Achilles d’ Orey kam aus Baden, seit 1886 aktive OREY Holding: Transport, Logistik und Immobilieninvestments.
- Friedrich Rosen (1856–1935), 1912–1916 in Lissabon als Gesandter. Deutschland erklärte Portugal 1916 den Krieg mit dem Ziel einer Kolonie Deutsch-Mittelafrika, woraufhin Rosen nach Deutschland zurückkehren musste.
- Hans Freytag (1869–1954), deutscher Diplomat in Lissabon in der Zeit des Nationalsozialismus 1933–1934.
- Oswald Theodor Baron von Hoyningen-Huene (1885–1963), deutscher Gesandter in der Nazizeit 1934–1944.
- Auguste Viktoria von Hohenzollern (1890–1966), Ehefrau von Manuel II. (Portugal), dem letzten gekrönten König von Portugal.
- Wilhelm von Hohenzollern (1864–1927), Sohn von Fürst Leopold von Hohenzollern und der Infantin Antonia Maria von Portugal.
- Ferdinand I. (Rumänien) (1865–1927), Sohn von FürsteLeopold von Hohenzollern und der Infantin Antonia Maria von Portugal.
- Karl Anton von Hohenzollern (1868–1919), Sohn von Fürst Leopold von Hohenzollern und der Infantin Antonia Maria von Portugal.
- Hanns Richter-Meinhold (1890–1981), Ingenieur, Montanwissenschaftler und Hochschullehrer.
- Grete Tiedemann (1890–1927), Ehefrau des portugiesischen Schriftstellers Aquilino Ribeiro.
- Hein Semke (1899–1995), deutscher Künstler.
- Reinhold Schneider (1903–1958), deutscher Schriftsteller.
- Albert Vigoleis Thelen (1903–1989), deutscher Schriftsteller, enge Freundschaft mit Teixeira de Pascoes, bei dem er zwischen 1937 und 1943 in Amarante lebte.
- Irene Seligo (1904–1988), deutsche Journalistin, lebte und arbeitete seit den frühen 1940er Jahren bis zu ihrem Tod im Großraum Lissabon
- Albrecht von Bayern (1905–1996), Sohn des Kronprinzen Rupprecht von Bayern und seiner ersten Frau Herzogin Marie Gabriele in Bayern.
- Alfonso Cassuto (1910–1990), deutschstämmiger Buchhändler in Lissabon
- Ilse Losa (1913–2006), deutsche Schriftstellerin.
- António de Sommer Champalimaud (1918–2004), Privatbankier und Industrieller.
- Ute Steffens (1940–2020), Bildhauerin und Malerin, wirkte in den 1960er Jahren lange in Portugal.
- Gerhard Otto Doderer (* 1944), Musikwissenschaftler und Hochschullehrer, wirkt seit 1973 in Portugal
- Fernando Ulrich (* 1952), Bankmanager, Vorfahren aus dem Norden Hamburgs.
- Thomas Fischer (* 1954), deutsch-portugiesischer Journalist und Autor
- Nikolaus von und zu Sandizell (* 1959), Unternehmer in der Unterwasserarchäologie.
- Katharina Franck (* 1963), deutsche Popmusikerin, wuchs in Portugal auf
- Christoph König (* 1968), war 2008 bis 2014 Chefdirigent des Orquestra Sinfónica do Porto Casa da Musica.
- Andreas Moerschel (* 1969), deutscher Architekt, in Portugal Projekte mit Kommunen über öffentlich-private Partnerschaft (ÖPP).
- Katrin Filzen (* 1976), deutsche Schauspielerin, in Lissabon geboren
- Robert Enke (1977–2009), deutscher Fußballtorwart, spielte für Benfica Lissabon.
- Catarina dos Santos Firnhaber (* 1994), CDU-Politikerin, Bundestagsabgeordnete
- Jon de Castro (* 2000), deutsch-portugiesischer E-Sportler
- Rafael Pinto Pedrosa (* 2007), deutscher Fußballspieler und Jugendnationalspieler portugiesischer Abstammung

Die preußische Adelsfamilie Oriola ist portugiesischer Abstammung.

## Portugiesen mit einer Verbindung nach Deutschland
- Damião de Góis (1502–1574), portugiesischer Humanist, Historiker und Diplomat, bereiste Deutschland, traf Martin Luther und Philipp Melanchton und wurde von Albrecht Dürer gemalt.
- Dom Luís de Ataíde (1517 bis 1581), portugiesischer Diplomat und Vizekönig von Portugiesisch-Indien, vertrat Portugal bei Kaiser Karl V. im Hl. Römischen Reich dt. Nation.
- Joaquim von Oriola (1772–1846), portugiesischer Gesandter beim Wiener Kongress, Mitglied der Akademie der Wissenschaften zu Göttingen.
- Emanuel Herigoyen (1746–1817), portugiesischer Baumeister, der ab 1776 bis zu seinem Tod in Deutschland lebte und wirkte.
- Luísa Todi (1753–1833), berühmteste Sängerin ihrer Zeit mit vielen Auftritten in deutschen Staaten wie Preußen.
- António José da Serra Gomes, Marquês de Penafiel (1819–1891), portugiesischer Gesandter im Deutschen Reich, Delegationsleiter Portugals bei der Berliner Afrika-Konferenz 1885.
- Maria Anna von Portugal (1843–1884), Prinzessin von Braganza und Sachsen-Coburg und Gotha, Infantin von Portugal.
- Antonia Maria von Portugal (1845–1913), Infantin von Portugal, Ehefrau Fürst Leopold von Hohenzollern.
- Maria Josepha von Portugal (1857–1943), Infantin von Portugal und durch Heirat Herzogin in Bayern.
- Adelgunde von Portugal (1858–1946), Infantin von Portugal und Herzogin von Guimarães, Tochter der Prinzessin Adelheid von Löwenstein-Wertheim-Rosenberg.
- Francisco d’Andrade (1859–1921), portugiesischer Tenor, wirkte in Berlin, wurde von Max Slevogt gemalt.
- Maria Anna von Portugal (1861–1942), Infantin von Portugal, durch Heirat Großherzogin von Luxemburg. Tochter der Prinzessin Adelheid von Löwenstein-Wertheim-Rosenberg.
- Maria Antonia von Portugal (1862–1959), Infantin von Portugal und Tochter der Prinzessin Adelheid von Löwenstein-Wertheim-Rosenberg.
- Elisabeth Gabriele in Bayern (1876–1965), Frau des belgischen Königs Albert I. und die Mutter des späteren Königs Leopold III.
- Marie Gabriele in Bayern (1878–1912), Tochter von Herzog Carl Theodor in Bayern und dessen zweiter Gemahlin Maria José von Portugal.
- José Vianna da Motta (1868–1948), Pianist und Komponist, lebte und wirkte 30 Jahre in Deutschland.
- Sidónio Pais (1872–1918), Militär, Putschist und Staatspräsident; 1912 bis 1916 war Pais portugiesischer Gesandter in Berlin.
- Raul Lino (1879–1974), Architekt (Ehrung 1960: Großes Verdienstkreuz der Bundesrepublik Deutschland). Arbeitete im Atelier Albrecht Haupt, mit dem er eine lange Freundschaft pflegte.
- Aquilino Ribeiro (1885–1963), Schriftsteller, lebte und arbeitete einige Jahre in Deutschland und heiratete hier.
- Alberto da Veiga Simões (1888–1954), Journalist, Politiker und Botschafter in Berlin, rettete Juden in der Zeit als Botschafter in Berlin.
- Arthur Duarte (1895–1982), portugiesischer Filmschauspieler, spielte in zahlreichen deutschen Stummfilmen mit, einzige portugiesische Filmstar in Deutschland.
- Mário Eloy (1900–1951), portugiesischer Maler, lebte einige Zeit in Berlin.
- Aníbal do Paço Quesado (1931–2011), Archäologe, wirkte seit 1960 besonders in Mainz, wo er auch starb.
- António Costa Pinheiro (1932–2015), bildender Künstler, lebte in München-Schwabing und Portugal
- Alvaro Cassuto (* 1938), portugiesischer Dirigent und Komponist, studierte bei Herbert von Karajan und war Leiter von Orchestern in Berlin und Leipzig.
- José Luis Encarnação (* 1941), Informatiker und Hochschullehrer, lange Jahre Leiter des Fraunhofer-Institut für Graphische Datenverarbeitung.
- Maria João Pires (* 1944), Pianistin, Studium in München, Musikhochschule Hannover bei Karl Engel.
- Carlos Bica (* 1958), Bassist und Komponist, Studium in Würzburg, lebt in Berlin.
- Mário Laginha (* 1960), portugiesischer Jazzmusiker und Komponist, u. a. NDR Bigband, HR-Bigband.
- Antonio Cascais (* 1965), portugiesischer Journalist, der u. a. als freier Journalist für den WDR tätig ist oder im Presseclub Portugal vertritt.
- Vitor Ramos (* 1966), deutsch-portugiesischer bildender Künstler
- Miguel Szymanski (* 1966), deutsch-portugiesischer Journalist und Autor
- Miguel Alexandre (* 1968), Filmschaffender, insbesondere als Tatort-Regisseur bekannt.
- Paulo Sousa (* 1970), portugiesischer Fußballspieler, war einst der erste Fußballprofi aus Portugal in Deutschland und spielte bei Borussia Dortmund.
- Luís Antunes Pena (* 1973), portugiesischer Komponist für elektronische und instrumentale Musik, lehrt und arbeitet in Deutschland
- João José (* 1978), portugiesischer Volleyball-Europaliga 2010 Sieger, sieben Mal Deutscher Meister mit VfB Friedrichshafen.
- Antonio Fernandes Lopes (* 1980 in Heilbronn), Produzent für Filme und Filmmusik, u. a.
- João Monteiro (* 1983), portugiesischer Tischtennis-Europameister 2014, spielte in Deutschland in der Tischtennis-Bundesliga.
- Tiago Apolónia (* 1986), portugiesischer Tischtennis-Europameister 2014, spielte in Deutschland in der Tischtennis-Bundesliga.
- Marcos Freitas (* 1988), portugiesischer Tischtennis-Europameister 2014, spielte in Deutschland in der Tischtennis-Bundesliga.
- Ana Cristina Oliveira Leite (* 1991 in Bocholt), portugiesische Fußballnationalspielerin, spielt bei deutschen Vereinen und war deutsche Jugend-Nationalspielerin
- Daniel Heuer Fernandes (* 1992), deutsch-portugiesischer Fußballspieler, Position des Torwarts beim SV Darmstadt 98.
- Safira Robens (* 1994), deutsch-portugiesische Schauspielerin
- João Geraldo (* 1995), portugiesischer Tischtennis-Europameister 2014, spielte in Deutschland in der Tischtennis-Bundesliga.
- Tiago Estêvão (* 2002), deutsch-portugiesischer Fußballtorwart
- Fabio Baldé (* 2005), deutsch-portugiesischer Fußballspieler
- Eric da Silva Moreira (* 2006), deutsch-portugiesischer Fußballspieler, deutscher Jugend-Nationalspieler